# Hesudra mjobergi
Hesudra mjobergi is een vlinder uit de familie van de spinneruilen (Erebidae). De wetenschappelijke naam van deze soort is voor het eerst voorgesteld als Agylla mjobergi door George Talbot in een publicatie uit 1926.
De soort komt voor op Borneo, Sulawesi en Seram.